# Побєда (Гафурійський район)
Побє́да (рос. Победа, башк. Победа) — присілок у складі Гафурійського району Башкортостану, Росія. Входить до складу Табинської сільської ради.
Населення — 1 особа (2010; 13 в 2002).
Національний склад:
- росіяни — 100 %